# Guilderland (Weiler)
Guilderland ist ein Weiler in der Town of Guilderland im Albany County, New York in den Vereinigten Staaten.

## Geschichte

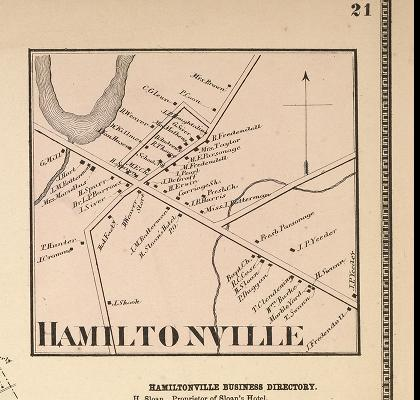
Karte von Hamiltonville von 1866

Der Weiler Guilderland entstand 1792 rund um eine Glashütte, die als Glass House bezeichnet wurde. Die Fabrik befand sich inmitten des Pine Bush, einem damals Dowesburgh genannten Gebiet. 1796 wurden mit der Erwartung, dass eine Werkssiedlung entstünde, Straßen und Parzellen vermessen und 54 Häuser für Arbeiter der Glashütte erbaut. Diese kleine Siedlung erhielt ihren Namen Hamilton nach dem Schatzminister Alexander Hamilton, der aus Albany stammte und einer der Gründerväter der Vereinigten Staaten war. Als 1799 der Great Western Turnpike durch den Weiler gebaut wurde, um Albany mit der westlichen Grenze zu verbinden, siedelten sich in Hamilton Gasthäuser und andere Gewerbebetriebe an, die den Pionieren zu Versorgung dienten. Die Glasfabrik schloss 1815, womit das Ende der Siedlung als Industriestandort besiegelt wurde. 1815 entstand zwar das erste Postamt, doch erhielt dieses den Namen Guilderland, wenngleich die Ortschaft unter den Ortsansässigen als Sloan’s gekannt wurde, da Sloan der besitzer eines großen Hotels am Ort war. Der Name Hamilton besteht fort im Namen der presbyterianischen Gemeinde, der 1824 gegründeten Hamilton Union Presbyterian Church.

## Geographie
Als Weiler verfügt Guilderland über keine eindeutig definierten Grenzlinien, doch erstreckt sich Guilderland nördlich des U.S. Highway 20 (Western Avenue) zwischen der New York State Route 155 (State Farm Road/New Karner Road) und dem südlichen Abschnitt der New York State Route 146 in Richtung Altamont.
|                  | Pine Bush Preserve | Albany   |
| Hartmans Corners |                    | Westmere |
|                  |                    |          |

Der Hunger Kill mit dem Glass Pond befindet sich direkt westlich des Weilers.

## Belege
1. 1 2 3  Alice Begley, Mary Ellen Johnson: Guilderland, New York. Hrsg.: Arcadia Publishing. 1999, ISBN 0-7385-0112-3 (google.de [abgerufen am 14. Februar 2010]).
2. ↑  Hamilton Union Presbyterian Church: Church History. Hamilton Union Presbyterian Church, archiviert vom Original am 12. Oktober 2010; abgerufen am 17. Februar 2010.  Info: Der Archivlink wurde automatisch eingesetzt und noch nicht geprüft. Bitte prüfe Original- und Archivlink gemäß Anleitung und entferne dann diesen Hinweis.